# Sven à la Barbe fourchue
Pour les articles homonymes, voir Sven.
Sven à la Barbe fourchue (Sveinn Haraldsson tjúguskegg [ˈswɛinː ˈhɑrˌɑldsˌson ˈtjuːɣoˌskeɡː] en vieux norrois, Svend Tveskæg en danois, Sweyn Forkbeard en anglais), né vers 960 et mort le 3 février 1014, est roi de Danemark de 986 à 1014. Son autorité s'étend également sur la Norvège, à l'exception de la période 995-1000, et il règne brièvement sur le royaume d'Angleterre de la fin de l'année 1013 à sa mort.
Son surnom de « barbe fourchue », probablement utilisé de son vivant, lui viendrait de sa moustache taillée en fourche (tjuge en vieux norvégien), alors particulièrement à la mode en Angleterre. En outre, il est le premier monarque danois à avoir fait frapper des pièces de monnaie à son effigie, sous l'inscription Zven, Rex ad Dener (Sven, roi des Danois).

## Biographie

### Origines
La date de naissance de Svein est inconnue, mais on suppose qu'il est né avant que son père Harald Ier de Danemark n'épouse la religion chrétienne, vers le début ou la moitié de la décennie 960. Selon la Jómsvíkinga saga, sa mère, Æsa-Saum c'est-à-dire Æsa l'Ourlet ou la Couturière, était une femme d'origine modeste chargée de tenir compagnie à « Harald à la dent bleue », lors d'un banquet chez les Vikings de Jómsborg, à qui il laisse des présents. Lorsque cette dernière découvre sa grossesse, elle fait part de l'identité du père de son enfant à Palna-Toki, le chef des Jomsvikings, qui aurait plus tard poussé Sven à se faire reconnaître de force comme héritier du roi. On raconte que lors de sa conversion, Svein prend le nom chrétien d'Otton-Sveinn en l'honneur de l'empereur Otton Ier du Saint-Empire romain germanique (couronné en 962).

### Règne

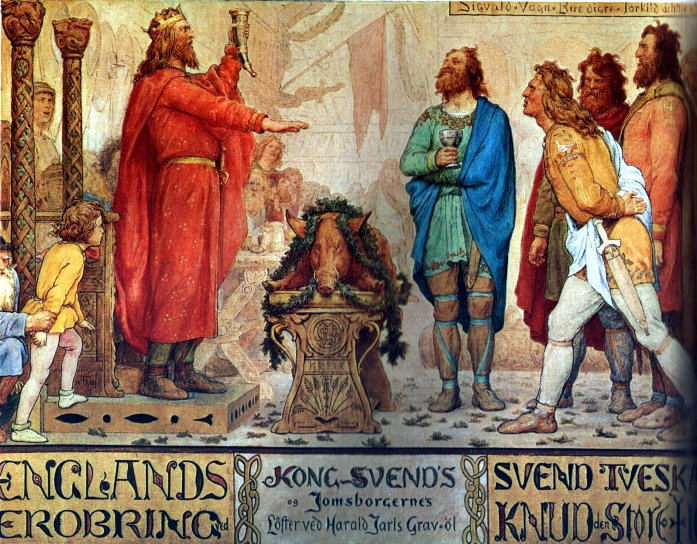
Le roi Sven Ier, dans une représentation datant du XIX.

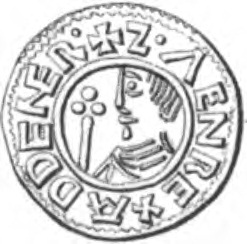
Denier du roi Sven (avers).

Après s'être opposé à lui, Svein succède à son père, Harald à la dent bleue, en tant que roi du Danemark, probablement vers fin 986 ou début 987. Il épouse peu après Sigrid, la veuve du roi Éric de Suède, gagnant ainsi de l'influence en Suède via le fils d'Éric, Olof. Le cas de ce mariage ne semble pas être à des fins d'alliance matrimoniale, comme traditionnellement, mais de renforcement du contrôle exercé sur le royaume Suédois.
Dans la décennie 990, il lance plusieurs raids sur l'Angleterre, probablement en compagnie d'Olaf Tryggvason. En 994, un tribut de 16 000 livres leur est versé après une attaque sur Londres. Cependant, les relations avec le roi norvégien s'enveniment et mènent à la bataille de Svoldr dans laquelle le roi de Norvège perd la vie. Svein peut contrôler en 1000 le Sud de la Norvège au travers du jarl de Hladir Éric Håkonsson, son vassal.
En représailles du massacre des habitants danois en Angleterre dont sa sœur, Gunnhild, et son beau-frère, le jour de la Saint-Brice, le 13 novembre 1002, Sven organise une succession de raids. Dans les faits, il est probable que cette perte a pu servir de prétexte pour justifier le premier assaut organisé dès 1003. Il est également présent lors des raids de 1006 et 1007 aux côtés de Thorkell le Grand. Durant cette période, les danegeld vont croissants et épuisent l'Angleterre.

Carte des mouvements de Sven en 1013.

Il déclenche enfin une invasion massive durant l'été 1013 à laquelle il participe en personne. Il profite d'un climat de tension et de trahison au sein de l'aristocratie anglo-saxonne.
D'après les chroniques de l'époque, « avant le mois d'août vint le roi Svein avec sa flotte à Sandwich. Il atteint très vite les alentours de l'Est-Anglie et monte le long du Trent jusqu'à atteindre Gainsborough. Le comte Uhtred et toute la Northumbrie se prosternent devant lui tout comme ceux de Lindsey puis ceux des Cinq Bourgs […] On lui laisse des otages de toutes contrées. Quand il comprend que tous se sont soumis, il demande que son armée soit réapprovisionnée et à ce qu'on lui donne des montures, puis il part vers le sud et confie sa flotte et ses otages à son fils Cnut (en français : Canut). En arrivant à Watling Street, ils font tout le mal qu'une armée peut faire. Ils vont à Oxford où les habitants se prosternent bientôt devant lui et lui donnent des otages. De là, ils poursuivent à Winchester, font de même, puis à l'est, vers Londres ».
Mais on raconte que les Londoniens détruisent les ponts sur la Tamise (ce qui aurait inspiré la comptine anglaise London bridge is falling down, « le pont de Londres tombe »). Svein souffre en conséquence de sévères pertes, et doit battre en retraite. Il va conquérir Wallingford, puis Bath où il stationne ses troupes.
Londres a résisté à l'invasion danoise, mais se retrouve isolée et complètement encerclée par les terres conquises. Svein à la barbe fourchue est accepté comme roi d'Angleterre après la fuite en Normandie du roi Æthelred le Malavisé, vers fin 1013. Londres fait alors sa soumission et le Witan déclara Svein roi le jour de Noël.
Svein s'installe à Gainsborough, dans le Lincolnshire, où il commence à organiser son nouveau royaume, mais il meurt le 3 février 1014, après seulement 5 semaines de règne sur l'Angleterre. Sa dépouille est rapatriée au Danemark et son fils Harold II lui succède en tant que roi de Danemark, tandis que son jeune fils est proclamé par sa flotte roi d'Angleterre sous le nom de Canute (Knud Ier). Mais ce dernier rentre un temps au Danemark après le retour d'Æthelred de Normandie. Finalement, Knud régnera sur l'Angleterre, le Danemark, la Norvège ainsi qu'une partie de l'Allemagne du Nord.

## Unions et postérité
Selon les Sagas scandinaves, Sven aurait épousé Sigrid Storråda, la veuve d’Éric VI de Suède, qui lui aurait donné Knut II de Danemark.
L'historiographie moderne estime que cette union est légendaire et que Sven épousa plutôt la femme d’Éric de Suède, une princesse slave, connue uniquement sous son nom scandinave de Gunnhild et qui était une fille ou une sœur de Boleslas Ier de Pologne. Selon Thietmar de Mersebourg, le roi Sven aurait épousé non pas la fille mais la sœur du roi Borislav et en aurait eu deux fils : Knut et Harald. D’autres vont jusqu’à identifier les deux épouses, pourtant bien distinctes chez Adam de Brême et dans les Sagas, en une seule : Świętosława = Sigrid Storråda.
En tout état de cause, Sven (mort en 1014), fils de Harald à la Dent bleue, eut au moins quatre enfants avérés de ses épouses :
- Harald II Svensson, roi de Danemark en 1014-1018 ;
- Knut le Grand (Knut II), roi de Danemark en 1018-1035, d'Angleterre en 1016-1035, et de Norvège en 1028-1030 ; père de : 
  - (x 1oÆlfgifu) : Sven II Knutsson, roi de Norvège en 1030-1035 ; et Harold Pied-de-Lièvre, régent (1035) puis roi d'Angleterre en 1037-1040,
  - (x 2o Emma/Ælfgyfu de Normandie, fille du duc Richard Ier) : Hardeknut (Knut III), roi de Danemark en 1035-1042, et d'Angleterre en 1040-1042 (son demi-frère utérin Edouard le Confesseur lui succède en Angleterre) ;
- Gyda, épouse d’Éric Håkonsson, jarl de Norvège de 1000 à 1015 : parents de Håkon Eiriksson ;
- Estrid de Danemark, épouse d’Ulf Thorgilsson, jarl de Danemark, et mère de Sven II, roi de Danemark en 1047-76 : d'où la suite des rois de Danemark. Selon le chroniqueur saxon Adam de Brême[13] et l'historien danois Saxo Grammaticus[14], elle fut brièvement fiancée au duc Richard II de Normandie.

## Polémiques
Au XIe siècle, l'historien Adam de Brême publie le Gesta Hammaburgensis Ecclesiæ Pontificum dans lequel il soutient que Svein aurait été détrôné par Éric le Victorieux, roi de Suède qui règne alors sur le Danemark jusqu'à sa mort en 994 ou 995. Il impute aussi à Svein la révolte qui coûte la vie à son père et soutient que, puni par Dieu pour cette action, il dut subir un exil de 14 années. Partout où il cherche refuge, il est mal accueilli, sauf en Écosse, où le roi, païen et meurtrier, se plaît en sa compagnie. Ce n'est que lorsque Svein reconnaît le Christ comme véritable sauveur qu'il peut à nouveau redevenir monarque.
Mais il semblerait qu'aucune autre source ne soutienne ces allégations (hormis celles qui se basent sur les travaux d'Adam de Brême). En outre, il est établi avec quasi-certitude que Svein est présent à une rencontre avec deux de ses vassaux sur l'île danoise de Sejerø en 993 pour résoudre une querelle, soit au moins un an avant la fin de l'exil dont parle Adam de Brême.
De plus, Adam de Brême souligne avec insistance que Svein est païen alors que celui-ci, qui a été baptisé avec son père lors de la christianisation du Danemark, a invité nombre de prêtres de Hambourg à venir en Angleterre.
Il semblerait donc que le Gesta Hammaburgensis Ecclesiæ Pontificum soit une œuvre de pure propagande, mais il arrive qu'il soit brandi pour défendre diverses idéologies politiques (la page anglophone est suspectée de non-neutralité).

## Sources secondaires
- (en) Ann Williams, Alfred P. Smyth, D. P. Kirby, A Bibliographical Dictionary of Dark Age Britain (England, Scotland and Wales c.500-c.1050), Seaby London, 1991  (ISBN 1 852640472) : « Swein Forkbeard », p. 219.
- (en) Mike Ashley, The Mammoth Book of British Kings & Queens (England, Scotland and Wales), Robinson, London, 1998  (ISBN 1841190969) : « Swein, Sweyn or Sven Forkbeard », p. 484-485.
- (en) David Williamson, Brewer's British Royalties. A phrase and fable dictionary, Londres, Cassel, 1998, 392 p. (ISBN 030434933X), p. 324 Sweyn Forkbeard, King of England (c.970-1014).
- Lucie Malbos, Les peuples du Nord : De Fróði à Harald l'Impitoyable (Ier – XIe siècle), Belin, 2024 (ISBN 978-2-410-02741-9, lire en ligne)

## Sources primaires
- Adam de Brême, traduit et présenté par Jean-Baptiste Brunet-Jailly, Histoire des archevêques de Hambourg, Paris, Gallimard, coll. « L'aube des peuples », 1998, 318 p. (ISBN 2070744647), Livre II 3,27,29,30,34,39,40,41,51.
- Simon Lebouteiller (Traduit du norrois et présenté), La saga des rois de Danemark (Knýtlinga saga), Toulouse, Anacharsis, 2021, 253 p. (ISBN 979-1027904129), p. 53-55 Chapitre 5 & 6.
- Snorri Sturluson présenté et annoté par François-Xavier Dillmann, Histoire des rois de Norvège première partie, Paris, Gallimard l'aube des peuples, 2000 (ISBN 2070732118), p. 255-56,263-64,265-65,290,327,328-29,333,334,336-38,340,341,342, 351-52.